# وضعية (نفس)
في ظل النزاع الدائر حول جدليّة الذات –الموقف، فإن النظرية الوضعية (بالإنجليزية: Situationism)‏ هي النظرية القائلة إن التغيرات في السلوك البشري هي عوامل خاصة في الوضع أو الموقف وليست السمات التي يمتلكها الفرد. يُعتقد بأن السلوك يتأثر بعوامل خارجية أو وضعية بدلاً من السمات أو الدوافع الداخلية. لذلك تتحدى النظرية الوضعية منظري السّمات، مثل هانز إيسينك أو ريموند بي كاتيل. هذا نقاش مستمر لديه حقائق في كلا الجانبين، ولدى علماء النفس القدرة على إثبات كل وجهة نظر من خلال التجارب البشرية.

## التاريخ والمفاهيم
يعتقد الوضعيون أن الأفكار والمشاعر والتصرفات والتجارب والسلوكيات السابقة لا تحدد ما الذي سيفعله شخص ما في موقف معين، بل الموقف نفسه هو ما يحدد ذلك. يميل منظرو الوضعية (الوضعيّون) إلى افتراض أن سمات الشخصية مميزة، بمعنى أنهم لا يتجاهلون تمامًا فكرة السمات، لكنهم يقترحون أن المواقف لها تأثير أكبر على السلوك من تلك على الصفات. يتأثر الموقف أيضًا بالثقافة، إذ يختلف مدى اعتقاد الناس بأن سلوكيات المواقف تؤثر على الثقافات. يُنظر إلى الموقف على أنه ناشئ استجابةً لنظريات السمات، وتصحيح للفكرة القائلة إن كل شيء نقوم به هو بسبب سماتنا. ومع ذلك، فقد انتُقدت النظرية الوضعية أيضًا لتجاهلها التأثيرات المتأصلة للأفراد على السلوك. هناك العديد من التجارب والأدلة التي تدعم هذا الموضوع، وتظهر في المصادر أدناه وأيضًا في المقالة هذه نفسها. لكن هذه التجارب لا تختبر ما يمكن أن يفعله الناس في المواقف القسرية أو السريعة، فمعظم الأخطاء تُرتكب بسبب التسرع أو نسيان شيء ما بسبب قلة التركيز. يمكن النظر إلى النظرية الوضعية بعدة طرق مختلفة، وهذا يعني أن الموقف يحتاج إلى اختبار وتجربة بعدة طرق مختلفة.

## الدلائل التجريبية

### الدليل على صحة النظرية
وجدت العديد من الدراسات أدلة تدعم النظرية الوضعية. إحدى الدراسات المتعلقة بهذه النظرية البارزة هي تجربة سجن زيمباردو في مدينة ستانفورد. تعتبر هذه الدراسة واحدة من أكثر الدراسات غير الأخلاقية لأن المشاركين قد خُدعوا وتعرضوا للإيذاء البدني والنفسي. كان الهدف من الدراسة هو أن زيمباردو أراد اكتشاف شيئين. الأول في حال عمل حراس السجن على إساءة المعاملة للسجناء بسبب طبيعتهم، أو بسبب القوة التي مُنحت لهم في مثل هذه الحالة. وأراد معرفة السجناء الذين يتصرفون بعنف بسبب طبيعتهم أو بسبب كونهم في بيئة منعزلة وعنيفة. لتنفيذ هذه التجربة، جمع زيمباردو 24 رجلاً جامعيًا ودفع لهم 15 دولارًا في الساعة للعيش أسبوعين في سجن وهمي. قيل للمشاركين إنه تم اختيارهم ليكونوا حراسًا أو سجناء بحسب سمات شخصيتهم، لكن في الحقيقة تم اختيارهم بشكل عشوائي. زُجّ السجناء في السجن وزُوّدوا بملابس السجن وصودرت ممتلكاتهم. عُّين عدد منهم ليُعاملوا بقصد تجريدهم من إنسانيتهم. في الليلة الأولى، بدأت ديناميات السجين والحارس تحدث. بدأ الحّراس يوقظون السجناء في منتصف الليل للعدّ، وكانوا يصرخون ويسخرون منهم. وبدأ السجناء في تطوير سمات معادية ضد الحراس وإجراء محادثات تتعلق بالسجن. في اليوم الثاني، بدأ الحراس يسيئون معاملة السجناء من خلال إجبارهم على القيام بتمارين رياضية، وبدأ السجناء حينها بالتمرد عن طريق إزالة قبعاتهم وأرقامهم والاختباء في زنزاناتهم مع سد فرشاتهم أمام الباب. مع مرور الأيام أصبحت العلاقة بين الحراس والسجناء معادية للغاية - حارب السجناء من أجل حريتهم، وحارب الحراس لتجريدهم منها.
كانت هناك العديد من الحالات التي شعر فيها السجناء بالانهيار النفسي، إذ بدأ كل شيء مع السجين صاحب الرقم 8612. بعد يوم واحد من بدء التجربة، تعرّض السجين 8612 لنوبات قلق وطُلب منه المغادرة. ثم قيل له «لا يمكنك المغادرة. لا يمكنك ترك هذا». ثم عاد إلى السجن و«بدأ يتصرف بجنون»، يصرخ ويشتم ويثور غضبًا وكأنه خارج نطاق السيطرة. وبعد ذلك، أُرسل إلى المنزل. وكان السجين الآخر الذي انهار هو السجين 819. كان قد انهار هذا السجين وأقيل للراحة في غرفة ما. وعندما زاره الدكتور زيمباردو قال «ما وجدته هنا هو مجرد صبي يبكي بشكل هستيري بينما كان زملاؤه السجناء يصرخون وهم يرددون أنه كان سجينًا سيئًا، وأنهم تعرضوا للعقاب بسببه». ثم سمح له زيمباردو بالمغادرة لكنه قال إنه لا يستطيع ذلك لأنه تم تصنيفه كسجين سيئ، أجاب زيمباردو «اسمع، أنت لست السجين 819. أُدعى الطبيب زيمباردو وأنا طبيب نفسي، وهذا ليس سجنًا. هذه مجرد تجربة، وهؤلاء هم طلاب مثلك تمامًا. لنذهب». "لقد بدأ بالبكاء فجأة ونظر إليّ تمامًا مثل طفل صغير استيقظ من كابوس وقال: «حسنًا، دعنا نذهب».
بدأ الحراس أيضًا في إقامة علاقات سيئة للغاية مع السجناء. ادّعى زيمباردو أن هناك ثلاثة أنواع من الحراس. الأول هم الحراس الذين اتبعوا جميع القواعد وأنجزوا المهمة، والنوع الثاني هم من شعر بالسوء تجاه السجناء، والنوع الثالث هو من كان معاديًا للغاية لهم وعاملهم معاملة الحيوانات. أظهر هذا النوع الأخير سلوكيات الحراس الموجودين في الحقيقة ويبدو أنهم قد نسوا أن هؤلاء السجناء هم طلاب جامعيون، وقد أدّوا أدوارهم بشكل أسرع، ويبدو أنهم كانوا يستمتعون بتعذيب السجناء. في ليلة الخميس، أي بعد 6 أيام من التجربة، وصف زيمباردو الحراس بأنهم أصحاب سلوك «سادي»، ثم قرر إغلاق هذه الدراسة مُبكراً.
أظهرت هذه الدراسة كيف يمكن للأشخاص العاديين الانفصال تمامًا عن حقيقتهم عندما تتغير بيئتهم. تحوّل الطلاب الجامعيين إلى أسرى مُعتقلين وحراس ساديين.
تدعم الدراسات التي تبحث في آثار ظاهرة تأثير المتفرج النظريةَ الوضعية. على سبيل المثال، في عام 1973، أجرى دارلي وباتسون دراسة طلبا فيها من طلاب في مدرسة ثانوية تقديم عرض تقديمي في مبنى منفصل. أعطيا كل مشارك موضوعًا محدّدًا، ثم أخبرا المشاركين أنه من المفترض أن يحضروا هناك على الفور، أو في غضون بضع دقائق، وأرسلوهم إلى المبنى. على الطريق، اصطدم كل مشارك بشريك له على الأرض، وكان من الواضح أنه بحاجة إلى عناية طبية. لاحظ دارلي وباتسون أن عدداً أكبر من المشاركين الذين لديهم وقت إضافي توقفوا لمساعدة شريكهم على عكس أولئك الذين كانوا على عجلة من أمرهم. لم يتم التنبؤ بالمساعدة عن طريق مقاييس الشخصية الدينية، وبالتالي تشير النتائج إلى أن الوضع قد أثر على سلوكهم.
الدراسة الثالثة المعروفة التي تدعم النظرية الوضعية هي دراسة الطاعة، اختبار ملغرام. درس ستانلي ملغرام مفهوم الطاعة لشرح هذه الظاهرة، وتحديداً الهولوكوست. وأراد أن يشرح كيف يمتثل الناس للأوامر، وكيف أنهم عرضة للقيام بأشياء غير أخلاقية عندما يطلب منهم أصحاب السلطة ذلك. الطريقة التي ابتُكرت بها التجربة هي أن ملغرام اختار 40 رجلاً من إحدى الصحف للمشاركة في دراسة ما في جامعة ييل. تراوحت أعمار الرجال بين 20 و 50 عامًا، وحصلوا على 4.50 دولارًا مقابل حضورهم. في هذه الدراسة، عُيّن مشارك ليقوم بدور «المعلم» ومشارك آخر ليكون «طالبًا». طلب المعلمون من الطلاب أن يحفظوا أزواجًا من الكلمات، وفي كل مرة يخطئون فيها، يتلقون صدمة كهربائية. تراوحت شدة الصدمة بين 15 و 450 فولت، ومن أجل أن يصدق المشاركون أن الصدمة كانت حقيقية، أجرى المجرّبون لهم صدمة حقيقية بشدة 45 فولت. لم يكن المشارك المعلم على علم بأن الطلاب كانوا من المشاركين أيضًا. يقوم المشارك من المعلمين باختبار الطالب، ولكل إجابة خاطئة يقدمها الطالب، سيتعين على المشارك المعلم أن يقوم بصدم الطالب بنسبة متزايدة مع كل خطأ. لم يشغّل المعلمون الصدمات أبدًا، ولكن اعتقد الطلاب أنها كانت تعمل. عندما وصلت الصدمات إلى 300 فولت، بدأ الطالب في الاحتجاج وإظهار انزعاجه. توقّع ملغرام أن يتوقف المعلمون عن ذلك،  لكن 65٪ منهم استمروا، وشغّلوا الصدمات التي كان من الممكن أن تكون قاتلة، حتى لو شعروا بعدم الراحة والانزعاج. على الرغم من أن معظم المعلمين استمروا بتشغيل الصدمات، لكنهم أبدوا ردود فعل بائسة مثل الضحك الهستيري. شعر المشاركون أنهم مضطرين لاتباع  أوامر المجرب، الذي كان  يُمثّل شخصية السلطة الموجودة في الغرفة واستمر في تشجيع المعلم على ما يفعله طوال فترة الدراسة. من بين 40 مشاركًا، استمر 26 منهم حتى نهاية الدراسة.